# Saint-Marcel-sur-Aude

Saint-Marcel-sur-Aude este o comună în departamentul Aude din sudul Franței. În 1 ianuarie 2022 avea o populație de 2.019 de locuitori.